# Thomas Pitt
För andra betydelser, se Thomas Pitt (olika betydelser).

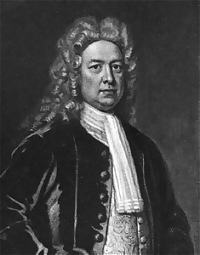
Thomas Pitt

Thomas Pitt, född 5 juli 1653 i Blandford Forum, död 28 april 1726, var en brittisk köpman och politiker.
Pitt förvärvade som köpman i Indien och Persien en betydande förmögenhet, konkurrerade länge med Ostindiska kompaniet, men inträdde 1695 i dess tjänst och var 1697-1709 guvernör (president) i Madras. 
Pitt inköpte i Indien en efter honom uppkallad, för sin ovanliga storlek berömd diamant, som han 1717 med oerhört stor vinst sålde till dåvarande regenten av Frankrike, Filip av Orléans, efter vilken diamanten, som numera är franska statens egendom, fick namnet "Regenten". 
Själv kallades han ofta i samband med denna affär "Diamond Pitt". Han hade inköpt en s.k. nomination borough (en i förfall råkad plats med från äldre tider bevarad rätt till representation i parlamentet), Old Sarum, och representerade från 1710 denna i underhuset.